# BATON=RELAY
『BATON=RELAY VOICE HEROINE STORIES』（バトン=リレー ボイスヒロインストーリーズ）は、i-tronより配信されていたスマートフォン向けゲームアプリ。サービス期間は2020年3月22日 - 2020年7月30日。基本プレイ無料（アイテム課金制）。略称は『バトン=リレー』『バトリレ』。母体である『BATON=RELAY』プロジェクトについても本項で扱う。

## 概要
i-tron・ソニー・ミュージックアーティスツ・SACRA MUSIC・ポケラボの4社協業による新世代声優ヒロインプロジェクト『BATON=RELAY』の中核となるスマートフォン向けゲームアプリ。プロジェクト全体のコンセプトは「声優活動をリアルに描く作品」。
東京都町田市をモデルとした「友ヶ丘」を舞台に、人気声優である高縁あかり（声 - 伊波杏樹）が新しく設立した声優事務所、リレープロダクションに所属する新人女性声優16人とそれを演じている16人の新人声優の成長を応援し、見守るという内容。
前述の通りアプリ版は2020年7月をもってサービス終了となったが、その後もBATON=RELAY Projectの公認団体である「BATON＝RELAY アーカイブ会」によってシナリオブックが頒布される等、コンテンツの保存が図られている。

## ゲーム内容
プレイヤーは、新しい声優事務所のボイスディレクターとなって、16人の新人声優が自身の声の適正を自分で見つけ、それを武器に自分の理想に近づけるよう、そっと道を指し示し、成長を見守る。以下ゲームについての説明では、声優はプレイヤーが所持しているキャラクターのカードを指し、ヒロインは、キャラクターのことを指すとする。

### ゲームシステム
ゲームの流れは、ヒロイン・声優を育成し、ディレクターランクを上げ、メインストーリーや関係性ストーリー、また当人達の仕事様からそれぞれのヒロインの成長を楽しむというものである。
ゲームの内容は、活動、ストーリー、ミーティング、声優、スカウトに大きく分けられる。

#### 活動
活動は、レッスンとお仕事の2つのパートに分けられる。
レッスン
レッスンは仕事の案件ごとに存在し、案件ごとのレッスンパートナーが存在する。レッスンによって、レッスンパートナーの自信を高めることもできる。レッスンには5分に1つ回復するパワーが必要となる。
プレイヤーはレッスンで育成したいヒロインのカードをセットすると、属性で色分けされたレッスンスケジュールがランダムで設定される。各ヒロインごとに縦に並んだコマのレッスンを行う。スケジュールを確定すると、実際にレッスンが始まる。
レッスン中はテンションとスタミナの、2つのゲージが動いている。
テンションのゲージはレッスンスケジュールをこなすほど高まっていく。最大になると指示が可能となる。指示は、ドロップ2倍、ファイト、ランダムトーク（Rトーク）の3種から選べる。
ドロップ2倍は、レッスン中にドロップする育成アイテム等が次のフェーズでは2倍となる。
ファイトは、スタミナを回復する。
ランダムトークは、100％の確率でヒロインによるトークが発生し、アイテムドロップやスタミナ回復、テンションを上げる、等のことがおこる。その内容については選択できず、ランダムである。また、ランダムトークは、レッスン中にも発生する可能性がある。
スタミナは、レッスンをこなすと下がるゲージである。０になるとオーバーワークのため、その後のレッスンはこなせず、また回復、アイテムドロップ等も悪くなる。レッスンの属性が、ヒロインのカードの属性と一致している場合、スタミナの減少量が他属性より小さい。
また、レッスンの属性と、ヒロインのカードの属性が一致している場合は、ワンモアが発生し、スタミナを減少させずに再度同じレッスンを行う。
レッスンパートナーと、レッスンしているヒロインが同ユニットであった場合、エールが発生し、テンションゲージが大幅に上がる。
お仕事
お仕事はそれぞれの案件ごとにオーディションとレコーディングがあり、オーディションに合格しなければ、レコーディングの仕事を受けることはできない。
オーディション
オーディションはチーム全員で行うことができ、一人ずつ審査される。審査スコアが基準値まで達しなければ、その場でオーディション不合格となる。プレイヤーは、円形のゲージをできるだけ中心近くで止めることで、審査スコアを高めることができる。また、レッスンでの自信もスコアに加算される。
レコーディング
レコーディングでは、案件に自分のセットしたヒロイン達が声をあてていく。スコアが基準値に満たないと失敗になる。レッスンでの自信、設定したヒロイン達の関係性（リレースキル）もスコアに影響する。通常案件では、アニメ映像に、セットしたヒロインが声をあてていく。
鑑賞
通常案件で、オーディションを合格すると見ることのできる、それぞれのアニメーションの資料。個別の資料の開放条件はゲームを参照。
案件ごとのアニメーションや、レコーディングでのヒロインごとのオーディションテープ、絵コンテ、脚本、設定などが鑑賞できる。

#### ストーリー
メインストーリー、関係性ストーリー、日常ストーリーの3軸からヒロイン達の成長を見守る。
メインストーリー
”活動”を通して得られる経験値によってディレクターランクを上げることで順に開放される。ある程度時間軸に沿って話が進んでいく。モノローグ形式。ライターはしめさば。
関係性ストーリー
ミーティングでプロフィールを一定数開放し、ディレクター（プレイヤー）との関係性があがると、順々に親密度が高くなっていくストーリーを読むことができる。プレイヤー目線から描かれる。
日常ストーリー
それぞれのカード1枚ずつに付属するストーリー。カードのヒロインを主人公にし、時系列とは関係のない多種多様な内容である。モノローグ形式。

#### ミーティング
メモリアルキーを使って、ヒロイン達のプロフィールを開け、関係性レベルを上げることができる。
プロフィールを開けると、その内容にまつわる内容をヒロインとメッセージアプリを通じてやりとりすることができる。プレイヤーは、ヒロインが送った内容に関して、スタンプを送ることのみができる。
開けたプロフィールの個数が基準に達すると関係性ストーリーを読むことができる。関係性ストーリーについては、ストーリーの欄を参照。
メモリアルキーは、レッスンや、オーディションで手に入るトークを、ミーティング画面で100個と1本で交換できる。

#### 声優
所持している声優についての以下の作業を行うことができる。
編成
チームの編成を変更することができる。チームは全10パターン保存することができる。
自主トレ
声優のレベル上げを行う。ここでは、レッスンやコインショップで得られるトレーニングチケットと、他声優を消費する、2つの方法でレベル上げを行うことができる。同じ声優を消費すると、声優のスキル枠を開けることができる。
スキルセット
声優にそれぞれ好きなスキルをつけることができる。スキルは、メインストーリー読み終える、自信を100％にするなど、様々な場面で手に入る。スキルをセットすると、声優のパラメーターを変化させることができる。
開花
レベルが最大値の声優を、メモリアルキーを使って、開花させることができる。開花によって声優の絵柄が変わったり、衣装の付いた声優ならば、衣装を得ることができる。
声優一覧
所属している声優の一覧を見ることができる。
卒業
所属している声優を卒業させ、代わりにトークとコインを得ることができる。その際、卒業ボイスが流れるが、複数の声優を卒業させても聞ける卒業ボイスは1人分だけである。卒業ボイスは複数パターン存在する。

#### スカウト
スカウトはワードを使って声優を引くプレミアムスカウトと、ゲーム内コインを用いて声優や、他育成アイテムを得るスカウトの2種類が存在する。

### アニメーションパート
ゲーム内に挿入されるアニメーションパートで、サービス期間中に公開されたのは全5本。2020年5月14日における、更新中断に際したゲーム内告知の文面にて6本目の劇中アニメの公開が予告されていたが、その後のサービス終了により未公開となっている。
- アニメーション総監督 - 椛島洋介
- アニメーション制作 - バイブリーアニメーションスタジオ

| タイトル                        | アニメーションプロデューサー | 監督     | 音楽                 | ストーリー構成・設定 | キャラクターデザイン | コンテ     | 演出            | 主題歌                             | アニメーション参加キャスト |
| ------------------------------- | ---------------------------- | -------- | -------------------- | -------------------- | -------------------- | ---------- | --------------- | ---------------------------------- | -------------------------- |
| ＠MAGIA                         | 谷口英久                     | 椛島洋介 | 石塚玲依（イマジン） | 穴澤圭二（i-tron）   | 辻智子               | 椛島洋介   | 椛島洋介        | MAJI de MAGIA                      | April4                     |
| アル？かなクローばー            | 谷口英久                     | 椛島洋介 | 石塚玲依（イマジン） | 穴澤圭二（i-tron）   | 澤糸己               | 河野亜矢子 | 河野亜矢子      | 四葉のクローバー～10000分の1の君～ | Bambina!!!!                |
| てんきあめとくもりぞら          | 谷口英久                     | 椛島洋介 | 石塚玲依（イマジン） | 穴澤圭二（i-tron）   | 土屋亮介             | 土屋亮介   | 土屋亮介        | TADAIMA                            | Canaria                    |
| H.A.L.F.                        | 谷口英久                     | 椛島洋介 | 石塚玲依（イマジン） | 穴澤圭二（i-tron）   | 田中雄一             | 高橋健     | 青木youイチロー | 月光アイ歌                         | Daylight                   |
| Cult Quartet -カルトカルテットｰ | 谷口英久                     | 椛島洋介 | 石塚玲依（イマジン） | 穴澤圭二（i-tron）   | 大島緑               | 大島緑     | 大島緑          | 君は君だ                           | カルトカルテット、堤八雲   |

## 登場人物

### リレープロダクション所属

#### April4 （TEAM-A）
桜美聡（さくらみさと）
声 - 白花恋香
高縁あかりに幼い頃より憧れ、声優を志した。かつては堤八雲と一緒に、高縁あかりも所属していたアーツ＆スターズの特待生であった。高縁あかりの新事務所設立の話を聞いた後、リレープロダクションに移籍する。
レッスンでは、特待生だった経験から、みんなに教えることも多い。オーディションなどの競争に対して、誰かを蹴落とす、という感覚が苦手。趣味はストラップ集め。16歳、高校1年生。
日向葉澄（ひなたはすみ）
声 - 矢野妃菜喜
家族がリレープロダクションのオーディションに応募し合格したため、所属することになった。所属する前は、アニメやゲームが好き、というだけのオタクであり、完全に素人であった。家族想いの長女。
事務所の中では、生活面では頼られることは多いが、実力で劣っていると感じ、褒め言葉を素直に受け取れない。練習には人一倍熱心である。趣味は、対戦ゲームと電気街巡り。17歳、高校2年生。
小見川薫（おみがわかおる）
声 - 白河みずな
自分以外の何者かになりたくて、舞台で活躍する俳優を目指していたが、身長が小さいために役が制限されてしまう、ということが不満で悩んでいた。声優の、見た目や先入観に左右されずになりたい自分になれる、という点に惹かれ、事務所に所属した。
秘密主義で、事務所の人には素性をあまり明かさない。大抵のレッスンはそつなくこなすことができるが、一番ではない、と思っている。趣味は小劇場の観劇と、銭湯巡り。年齢は不詳だが、10代。
神宮凜々花（じんぐうりりか）
声 - 星希成奏
現在の声優が、様々な種類の仕事を行うことを知り、「何でもやれるスゴイ人！」になるために所属した。楽しいことが大好きで、みんなで努力し、すごくなっていくことに価値を置いている。
運動神経が良く、ダンスの経験があり、ダンスレッスンでは他の子に教えることも多いが、他のレッスンでは教わることも多い。
両親はいわゆる隠れオタクだが、凜々花自身は今までそういう文化に触れたことがなく、事務所内の他の子に教わりながら勉強中である。道に迷いやすい。趣味はダンスと詰め将棋。16歳、高校1年生。

#### Bambina!!!! （TEAM-B）
五条咲（ごじょうさき）
声 - たけだまりこ
ロボットアニメの主人公の、逆境に打ち勝つような、そんな『力』を得るために、実家を飛び出し、東京の別荘で家政婦達と暮らしている。実家はリゾートホテル経営の大金持ち。
ロボットアニメの主人公になるために声優になったが、ロボットアニメの主人公は少年が多く、少年声は実力のある声優が演じることが多いため、早く実力をつけたい、『大人』になりたいと焦っている。趣味はプラモデルとカラオケ。14歳、中学2年生。
高橋京子（たかはしきょうこ）
声 - ペイトン尚未
強く気高い、優しいお姫様に憧れるが、一般家庭で育った自分は到底お姫様になれないとあきらめていた。せめてもの思いで通っていた、『姫カフェ』で、努力すればお姫様の役だって勝ち取れる、と声優事務所にスカウトされた。
人一倍演技練習には熱心だが、普段の自分には魅力がなく、自分とは全く違う人間を演じなければ、という思いから、力んで演じてしまい、噛みやすい。趣味は、裁縫とお菓子作り。裁縫に至っては、既製品を自分らしい服に作り替えてしまうほどの腕前である。14歳、中学2年生。
千歳つくし（ちとせつくし）
声 - 小坂澄
自信がなく、引っ込み思案だが、行動力はあり、中学生になってから、声優事務所に片っ端から応募した。幼い頃から、自分にはない勇気があり、夢を与えてくれた日曜朝の変身ヒロインに憧れ、声優を志した。五条家の別荘に下宿している。
変身ヒロインはいつも前を見て突っ走っているからと、長距離のランニングを所属前から行っていた。所属後は、明確にトレーニングとしても行っている。趣味はマラソンとヒロインアニメ。13歳、中学1年生。
椛坂冬華（かぶさかとうか）
声 - 石飛恵里花
同じ学校の五条咲に誘われ、事務所に所属。当初は周りの人が喜んでくれるようなことができればよい、と思っていた。
かつて、ローティーン雑誌の読者モデルをしていたが、忙しさの中、自制ができずに休業せざるを得なくなった。休業したことについて、本人は自分に期待してくれた人を裏切ったと感じている。周囲の大人の顔色を感じとることが得意な一方で、周りと比べ受け身な表現をしているのでは、と不安も感じている。趣味はプリントシールと、オカルトサイトめぐり。13歳、中学1年生。

#### Canaria （TEAM-C）
白川琴音（しらかわことね）
声 - 澤田真里愛
学童でみんなのお姉さんとして振る舞うことが多く、いつしか『うたのおねえさん』に憧れるようになった。就職活動中にバトンリレープロジェクトについてのトークショーを見て、歌や声を使う職業に就きたいという思いから、事務所に所属した。
歌やピアノが得意で、大学ではコーラスのサークルに所属している。歌や音楽には詳しいが、アニメについては勉強中。事務所内では、みんなのお姉さんとして慕われ、信頼されている。一方で、手先が不器用で家事が全くできない。趣味は音楽活動。22歳、大学4年生。
広瀬晶（ひろせあきら）
声 - 水野朔
中性的な顔立ちで高身長なので、いわゆる女子にモテるかっこいい女の子だが、本人はかわいいものが好きで、かわいい女の子になりたいと思っている。同時に、かわいいものを好きな自分を恥ずかしがっている。見た目が関係ない、アニメの中ならかわいい自分になれる、と信じて事務所に所属した。
事務所内では、白川琴音や新瑞なおと仲がよく、ご飯を一緒に食べることも多い。着ぐるみの中のバイトをすることが多い。趣味はガーデニング、ぬいぐるみ集め。20歳、フリーター。
新瑞なお（あらたまなお）
声 - 潮先夏海
劇団の娘で子役として出演していたが、次第に違和感を感じ、原因を探すために劇団を離れた。父の勧めで声優に興味をもち、事務所に所属。
劇団での生活から、家事は一通りこなせ、寮の同室の白川琴音を助けている。白川琴音や、広瀬晶が自分のことをよくみていて、さりげなく気遣ってくれていることに感謝し、尊敬している。趣味は少年マンガと、カプセルトイ集め。13歳、中学1年生。
神崎千里（かんざきせんり）
声 - 橘一花
海外に長く住んでいた間、友達の影響で日本のオタク文化に興味を持つ。その流れで、最初はバイトの事務所スタッフとして、リレープロダクションに勤める。その後、ディレクターに誘われ、声優としても所属する。
事務所では、同じくスタッフでもある瀬戸ひなのの世話をよく焼いている。趣味は同人活動とフィギュア集め。19歳、大学1年生。

#### Daylight（TEAM-D）
戸田有理（とだゆうり）
声 - 鳴海夏音
自己表現にとことんこだわり、そのための努力を怠らない。それが高じて、天使と悪魔カフェ『ブラン・ド・ノワール』で店員として働いている。働いている最中にディレクターからスカウトされ、自己表現をさらに深めるため、声優になる。
瀬戸ひなのと寮で同室なこともあり、生活面で世話をよく焼いている。趣味は資格集め、遊園地、創作料理である。18歳、カフェ店員。
村山萌（むらやまもえ）
声 - 日原あゆみ
物語とスイーツが好きで、戸田有理の働くカフェに通っていたところ、フィクションを追求できる仕事がある、と誘われ事務所に所属する。本の虫で、演技についても論理を重視する。
事務所では戸田有理と仲が良いが、作品の話になると衝突することも多い。趣味は古本街めぐり、図書館めぐり。19歳、大学1年。
天神茉莉（てんじんまつり）
声 - 美久月楓
取り柄がなく、普通すぎる自分に卑屈になっている。バイト三昧の生活だったが、有理の勤務先でもあるカフェで、有理に誘われた。事務所の寮が家賃が安く、風呂とトイレが別なこともあり、所属を決めた。
短大の栄養学科を卒業している。就職活動に失敗し、自分に自信がないが、明るく、話しやすい。趣味はスイーツ食べ歩き、テレビ鑑賞。21歳、フリーター。
瀬戸ひなの（せとひなの）
声 - 春咲暖
人目が怖く、自宅で、有理の勤務先のカフェのHP製作などの手伝いをしていたところ、有理に誘われ、事務所の技術スタッフとして働くことになる。その後、ディレクターに誘われ、声優としても所属することになる。
自分の生き方をいつも優しく見守ってくれる両親や、周りの人に自分が声優として活躍している姿を見せ、恩返しがしたい、との思っている。趣味はゲーム（RTA）、電子工作。17歳、事務所スタッフ。

### リレープロダクションスタッフ
高縁あかり（こうえんあかり）
声 - 伊波杏樹
リレープロダクションの社長。かつては、アーツ&スターズに所属し、自らも声優として働く傍ら、新人声優の育成にも携わっていた。思うところあって、新しい事務所を設立し、自ら新人声優のオーディションや育成に関わる。五十里寧子とは大学からの友人であり、昔は声優とマネージャーの関係であった。圧倒的カリスマ性と実力で様々な仕事に関わっているため、業界に顔が広い。趣味はアクアリウムと島旅行。年齢は非公開、声優事務所社長。
五十里寧子（いかりねいこ）
声 - 井澤美香子
リレープロダクションの声優のチーフマネージャー。所属声優全員のスケジュール管理や世話を担っている。かつては高縁あかりの専属マネージャーもやっていたが、それをやめた後、高縁に呼ばれ、一緒にリレープロダクションを運営していくことになる。趣味は勝負事。年齢は非公表、チーフマネージャー。

### アーツ&スターズ所属
堤八雲（つつみやくも）
声 - 楠木ともり
桜美聡と一緒に、アーツ&スターズに特待生として合格した、期待の新人声優。青森から上京して、心細い中、桜美聡と出会った。その後、教育してくれていた高縁あかり、それを追って桜美聡が事務所からいなくなったが、アーツ&スターズで1人で頑張っている。趣味はコンクールや演奏会めぐり。16歳、高校1年生。

### その他の登場人物
家政婦さん
声 - 高田憂希
その他（役名無し）
声 - 吉咲みゆ、首藤志奈、黒木ほの香、荻野葉月、寺依沙織、真野あゆみ、幸村恵理、白羽みな、葉山翔太、綿貫竜之介、田所陽向、真木瞬一、高橋英則

## CD・楽曲
楽曲の作詞は現在発表されている曲も、また今後も全てzoppが担当する予定である。

### 全体曲
| 曲名                 | 作詞 | 作曲     | 編曲     | 初発表日                                                | 収録アルバム                       |
| -------------------- | ---- | -------- | -------- | ------------------------------------------------------- | ---------------------------------- |
| Start me up          | zopp | 渡辺翔   | 前口渉   | 2019年8月14日 / BATON=RELAY presents maruxenon liveにて | Start me up / かけだしのモノローグ |
| かけだしのモノローグ | zopp | 小内喜文 | 前口渉   | 2019年8月31日 / Animelo Summer Live けやき広場にて      | Start me up / かけだしのモノローグ |
| ミライ=バトン        | zopp | 秋浦智裕 | 秋浦智裕 | 2020年3月8日 / YouTube にて                             | ミライ=バトン                      |

### チーム曲
| チーム名    | 曲名                               | 作詞 | 作曲                 | 編曲                 | 初発表日                                 | 収録アルバム                       |
| ----------- | ---------------------------------- | ---- | -------------------- | -------------------- | ---------------------------------------- | ---------------------------------- |
| April4      | 四月のDreams come true             | zopp | Atelier LadyBird     | Atelier LadyBird     | 2019年11月2日 / 第2回ワークショップにて  | Start me up / かけだしのモノローグ |
| April4      | MAJI de MAGIA                      | zopp | 石黑剛               | 石黑剛               | 2019年11月24日 / 第3回ワークショップ     | ミライ=バトン                      |
| Bambina!!!! | ビバフィーバーバンビーナ           | zopp | 奈須野新平、福田淳平 | 奈須野新平、福田淳平 | 2019年10月19日 / 第1回ワークショップにて | Start me up / かけだしのモノローグ |
| Bambina!!!! | 四葉のクローバー～10000分の1の君～ | zopp | 佐々倉有吾           | 佐々倉有吾           | 2019年12月21日 / 第4回ワークショップ     | ミライ=バトン                      |
| Canaria     | 金糸雀                             | zopp | 馬渕直純             | 馬渕直純             | 2019年10月19日 / 第1回ワークショップにて | Start me up / かけだしのモノローグ |
| Canaria     | TADAIMA                            | zopp | 長橋健一             | 長橋健一             | 2019年11月24日 / 第3回ワークショップにて | ミライ=バトン                      |
| Daylight    | Daylight Sinfonia                  | zopp | 岩見直明             | 岩見直明             | 2019年11月2日 / 第2回ワークショップにて  | Start me up / かけだしのモノローグ |
| Daylight    | 月光アイ歌                         | zopp | 渡辺翔               | 前口渉               | 2019年12月21日 / 第4回ワークショップにて | ミライ=バトン                      |

| チーム名         | 声優                               | 曲名     | 作詞 | 作曲   | 編曲   | 初発表日                                   | 収録アルバム   |
| ---------------- | ---------------------------------- | -------- | ---- | ------ | ------ | ------------------------------------------ | -------------- |
| カルトカルテット | 桜美聡、五条咲、白川琴音、戸田有理 | 君は君だ | zopp | 前口渉 | 前口渉 | 2020年5月8日/公式Twitterにてアニメ予告にて | ミライ＝バトン |

## 公認団体 BATON=RELAYアーカイブ会
アプリゲーム『BATON＝RELAY』のサービス終了後、BATON＝RELAY Projectより許諾を得て発足した団体。BATON＝RELAY Projectのコンテンツリーダーであった穴澤圭二により運営される。
2020年12月30日に同アカウントTwitterにて公表され、翌31日にしめさば、若木民喜、内古閑智之らの参加による「BATON=RELAY Scenario Book Fast = First season」の制作が同アカウントにて発表される。アプリ版『BATON=RELAY』のメインシナリオと新規プロローグ、追加エピソード等を収録。2021年2月27日に頒布された。
2021年5月8日、同Twitterにて同作品のシナリオブックの第二弾の制作・頒布が発表された。
2021年12月29日、「BATON=RELAY Scenario Book #2 NEXT RELAY=TION with me」が頒布される。本書内では「NEXT RELAY=TION?」として、メインストーリー等では未だ登場していない４人の人物のイラストの掲載がある。
| タイトル                                             | 頒布日         | 頒布方法    | 主な収録内容 | 備考                                                         |
| ---------------------------------------------------- | -------------- | ----------- | --- | ------------------------------------------------------------ |
| BATON=RELAY Scenario Book Fast = First season        | 2021年2月27日  | pixiv Booth | - プロローグ - ヒロインストーリー（ゲーム内シナリオ） - エピローグ - あとがき（しめさば） | 表紙絵柄のクリアファイルが付属したセットも同時に頒布される。 |
| BATON=RELAY Scenario Book #2 NEXT RELAY=TION with me | 2021年12月29日 | pixiv Booth | - チームストーリー（ゲーム内シナリオ） - Alternative ストーリー - エピローグ - ゲーム内アニメ作品脚本 - Inheritance ストーリー（しめさば書き下ろし） - オフショットストーリー（涼暮皐） - ボイスサバイバル～声優24時～ - 未公開デザイン集 - NEXT RELAY=TION? | 表紙絵柄のクリアファイルが付属したセットも同時に頒布される。 |

## 開発・運営経緯

### 企画立ち上げ～発表
当作品でエグゼクティブプロデューサーを担当する牟田正が、かつて副社長を務めていたリベル・エンタテインメントを退社していたことが判明したのは、2018年の夏ごろのことである。その後、同年10月1日に新会社「i-tron」を設立したが、当初はゲームの開発・運営を行う予定はなかったという。だが、多くの人の声かけもあり、以前から牟田が構想を練っていた男性ユーザー向けのゲームを開発・運営することになった。
キャラクターデザインの若木民喜は、当プロジェクトが頻繁にキャラクターを追加せず、16人の登場人物の成長を長期的に描いていく作品であるため、それぞれのキャラクターが濃くないといけないと考えたプロデューサーの山中貴幸が、それをもれなく描けるクリエーターとして起用した。また、メインシナリオを担当するしめさばについては、代表作「ひげを剃る。そして女子高生を拾う。」を読んだ山中が声掛けをし、また、しめさば自身も「さまざまなキャラクターが絡み合う群像劇を描いてみたい気持ちがあった」ようで、オファーを快く引き受けたことを、山中が「Social Game Info」とのインタビューで振り返っている。
2019年5月10日に当プロジェクトのティザーサイトが公開。この時点で明らかにされたのは、スマートフォン向けゲームを軸に、多角的なメディア展開を視野に入れる企画ということだけだった。
同年5月18日・19日に開催された、SACRA MUSIC(ソニー・ミュージックレーベルズ)による音楽フェス「SACRA MUSIC FES.2019 -NEW GENERATION-」の中で、プロジェクトのティザームービーが公開。同レーベルが音楽パートナーとして、また、ソニー・ミュージックアーティスツが声優マネジメントとして参画することが発表される。牟田は「Social Game Info」とのインタビューの中で、「SACRA MUSICさんは、これまでアニソンという分野を非常に得意としていますが、意外とゲームとのコラボレーションは少なかったんです」とし、SACRA MUSICにとっても新たなチャレンジであることを明かす。
2019年8月1日に当プロジェクトの制作発表会が実施され、ポケラボがプロジェクトサポートとして参画すること、ゲーム内アニメをバイブリーアニメーションスタジオが制作することを発表し、関係者限定で開発中のゲーム画面が初公開された。同発表会ではメインキャストも解禁となり、ソニーミュージックアーティスツに所属する新人・若手声優の16名が担当することとなった。

### ゲーム配信前
当プロジェクトはゲームアプリの配信前から、積極的に単独イベントの実施や各種イベントへの参加を行う。
一方で、2019年10月に天神茉莉役のキャストが、同年12月に椛坂冬華役のキャストがそれぞれ交代される。冬華役の新キャストとして起用された石飛恵里花はホーリーピーク所属であり、メインキャストで初めてソニーミュージックアーティスツ以外からの声優が起用される形となった。
2019年12月21日に実施された「BATON＝RELAY WORKSHOP vol.4」の中で、ゲームアプリの配信予定が2020年春に決定したことが発表され、事前登録が開始される。また、「BATON=RELAY 1st LIVE "Start me up 2020"」が2020年3月8日に開催され、メインキャスト16名に加えて、高縁あかり役の伊波杏樹、五十里寧子役の井澤美香子、堤八雲役の楠木ともりが出演することも併せて発表された。
2020年に入り、当プロジェクトの公式YouTubeチャンネルなどを通じてゲーム画面や楽曲のMV、ゲーム内アニメのPVなどが順次公開。
「BATON=RELAY 1st LIVE "Start me up 2020"」の開催は新型コロナウイルスの影響で中止になるが、ライブの開催予定日だった2020年3月8日にゲームアプリの主題歌「ミライ＝バトン」の音源と、同楽曲を使用したOPアニメーションが公開され、SACRA MUSIC(ソニー・ミュージックレーベルズ)からのCDリリースが発表された。なお、天衝のTwitterによると、OPアニメーションのディレクターはURA、作画監督は椛島洋介が担当している。
2020年3月22日にゲームアプリの配信がApp StoreとGoogle Playで開始。事前登録者数は最終的に37万人を突破していた。

### ゲーム配信後～サービス終了
2020年3月27日に公式HPで公開された「運営通信」では、メインストーリーの完結に向けた更新に加えて、モノローグ部分を含めた完全フルボイス化や、ゲーム内イベントの開催を予告していた。
ところが、当プロジェクトは新型コロナウイルスの影響を受け続け、リアルイベントの実施や配信番組の放送ができなくなったうえ、先に発表されていたCDリリース日程の変更を余儀なくされる。
新型コロナウイルス対策の特別措置法に基づく緊急事態宣言を受け、2020年5月8日にゲーム内で配信されたメインストーリーのエピローグ「ミライ＝バトン」を最後に、ゲーム内で使用する音声や歌の収録がストップ。この影響で事態が収束するまでの間、制作を無期限停止することが、同年5月14日に発表された。
ゲーム内の更新に代わる施策として、2020年6月12日に日向葉澄のバースデーコンテンツが公式HPと公式Twitterで公開。同日以降、不定期で公開されるショートストーリーでは、劇中の世界でも現実同様、新型コロナウイルスの影響を受けているとみられる描写がある。
2020年6月30日、ゲームアプリのサービスを同年7月30日15時をもって終了すると発表。同年7月7日・8日に2回目の開催が発表されていたCD発売記念のインターネットサイン会は予定通り開催されたものの、延期されていた完全フルボイス化やゲーム内イベントの開催については未達で終わる結果となった。

### 公認団体 BATON=RELAYアーカイブ会の発足とその活動
2020年12月30日にその存在が明らかになり、翌31日にしめさば、若木民喜、内古閑智之らの参加による「BATON=RELAY Scenario Book Fast = First season」の制作が発表される。アプリ版『BATON=RELAY』のメインシナリオと新規プロローグ、追加エピソード等を収録。2021年2月27日に頒布された。
2021年5月8日、同Twitterにて同作品の2nd Seasonの制作・頒布が発表された。

## 関連するリアルイベント

### ライブ
BATON=RELAY presents maruxenon live
2019年8月14日にヤマハ銀座スタジオにて実施。メインキャスト16名が出演し、ボイストレーナーである多田三洋のピアノを伴奏にして、それぞれがセレクトしたカバー曲を歌うという構成だった。イベント内で、MCを務めた井澤美香子が五十里寧子役で出演することが発表される。
Animelo Summer Live
さいたまスーパーアリーナで行われたAnimelo Summer Live けやき広場にて8月31日の10時から約15分間のステージが行われた。歌われた楽曲は、『Start me up』と、『かけだしのモノローグ』である。
参加者：白花恋香（桜美聡役）、矢野妃菜喜（日向葉澄役）、星希成奏（神宮凜々花役）、ペイトン尚未（高橋京子役）、春咲暖（瀬戸ひなの役）
Start me up 2020
2020年3月8日に府中の森芸術劇場どりーむホールにて開催される予定だった、BATON=RELAYの1stライブ。COVID-19の日本での感染拡大により中止、振り替え公演が考えられていた。
その後、開催の見通しが立たないことから、完全に中止が決定。
なお、会場で販売予定だったライブグッズについては、通販サイト「ゲーマーズオンラインショップ 」にて、2020年7月17日〜7月26日の期間に受注販売が行われ、その後8月7日〜8月30日の期間に一般販売された。

### ワークショップ

#### BATON＝RELAY WORKSHOP
当プロジェクトのメインキャストが4名ずつ出演し、ステージ上で歌や生アフレコ・朗読劇に挑戦する、レッスン形式のイベント。
第1回（2019年10月19日）
町田市文化交流センターホールにて開催。参加者：たけだまりこ（五条咲役）、岩倉あずさ（当時：椛坂冬華役）、澤田真里愛（白川琴音役）、水野朔（広瀬晶役）
第2回（2019年11月2日）
町田市文化交流センターホールにて開催。参加者：矢野妃菜喜（日向葉澄役）、白河みずな（小見川薫役）、鳴海夏音、（戸田有理役）、春咲暖（瀬戸ひなの役）
第3回（2019年11月24日）
ベルサール御成門駅前 イベントホールにて開催。参加者：白花恋香（桜美聡役）、星希成奏（神宮凜々花役）、潮先夏海（新瑞なお役）、橘一花（神崎千里役）
第4回（2019年12月21日）
ベルサール御成門駅前 イベントホールにて開催。参加者：ペイトン尚未（高橋京子役）、小坂澄（千歳つくし役） 日原あゆみ（村山萌役）、美久月楓（天神茉莉役）、澤田真里愛（白川琴音役)
ゲーム配信前の最後のワークショップであった。また、1～3回のワークショップは昼夜の2部で行っていたが、このワークショップのみ、小坂澄が当時中学生だったため、時間を早めた夜公演のみとなった。その代わり、昼の時間にリハーサルと称し無料公演が開催され、同時にYouTube配信が行われていた。さらに、司会役として澤田真里愛が登壇していた。

### リリースイベント
BATON=RELAY 1stEP『Start me up/かけだしのモノローグ』　2ndEP『ミライ=バトン』発売記念インターネットサイン会 (2020年6月16日・17日、7月7日・8日)
1stEP「Start me up / かけだしのモノローグ」、2ndEP「ミライ＝バトン」の発売を記念して、インターネットサイン会が開催。アーティストの支援および作品・グッズの販売サイト「リミスタ」で対象商品を購入した人に向けて、サインと日付、ニックネームをCDジャケットに書き、商品と一緒にお届けする。サイン会の模様は、「リミスタ」のYouTubeチャンネルにてライブ配信された。
参加者
6月16日 - たけだまりこ（五条咲役）、春咲暖（瀬戸ひなの役）、矢野妃菜喜（日向葉澄役）、水野朔（広瀬晶役）
6月17日 - ペイトン尚未（高橋京子役）、鳴海夏音（戸田有理役）、澤田真里愛（白川琴音役）、星希成奏（神宮凜々花役）
7月7日 - 白花恋香（桜美聡役）、小坂澄（千歳つくし役）、橘一花（神崎千里役）、日原あゆみ（村山萌役）
7月8日 - 白河みずな（小見川薫役）、美久月楓（天神茉莉役）、石飛恵里花（椛坂冬華役）、潮先夏海（新瑞なお役）

### その他
コミックマーケットC97
プロジェクトが、2019年12月28日～31日に東京ビッグサイトで開催された、コミックマーケットの企業ブースに出展。その際、初の公式ブックレット『Pass the Baton』を販売。また、該当時間にはキャストが売り子となった、お渡し会が開かれた。
Anime Japan 2020
プロジェクトが2020年3月21日～24日に開催予定のAnime Japan 2020に企業として参加予定だった。しかし、 COVID-19の日本での感染拡大によりAnime Japan 2020が中止となった。尚、ブースの詳細は不明。

## メディアミックス
配信番組
現在、配信はYouTubeの当プロジェクトのチャンネルのみで行われている。
| 年   | 日付     | 配信タイトル                                                     | 参加者                                                                                       | 備考                                                                                        |
| ---- | -------- | ---------------------------------------------------------------- | -------------------------------------------------------------------------------------------- | ------------------------------------------------------------------------------------------- |
| 2019 | 10月25日 | BATON=RELAY×SPICE生放送                                          | 矢野妃菜喜、鳴海夏音、白河みずな                                                             | YouTubeの『SPICEチャンネル』にて配信された。 春咲暖も出演予定だったが、体調不良のため、欠席 |
| 2020 | 1月25日  | BATON=RELAYダイアリー #01                                        | リレープロダクション所属の新人声優16人のキャスト MC：原口あきまさ アシスタントMC：井澤美香子 |                                                                                             |
| 2020 | 1月26日  | BATON=RELAYダイアリー #02 「駆け出す、四月の夢」                 | April4                                                                                       |                                                                                             |
| 2020 | 1月26日  | BATON=RELAYダイアリー #03 「ねねね、こっち見て！」               | Bambina!!!!                                                                                  |                                                                                             |
| 2020 | 1月26日  | BATON=RELAYダイアリー #04 「君のために翼になるから」             | Canaria                                                                                      |                                                                                             |
| 2020 | 1月26日  | BATON=RELAYダイアリー #05 「朝と夜をーー繋ぐ奇跡」               | Daylight                                                                                     |                                                                                             |
| 2020 | 2月5日   | 【第1回】BATON=RELAY かけだしの生放送 ～汗と涙のレッスンノート～ | April4                                                                                       |                                                                                             |
| 2020 | 2月12日  | 【第2回】BATON=RELAY かけだしの生放送 ～汗と涙のレッスンノート～ | Bambina!!!!                                                                                  |                                                                                             |
| 2020 | 2月19日  | 【第3回】BATON=RELAY かけだしの生放送 ～汗と涙のレッスンノート～ | Canaria                                                                                      |                                                                                             |
| 2020 | 2月25日  | 【第4回】BATON=RELAY かけだしの生放送 ～汗と涙のレッスンノート～ | Daylight                                                                                     |                                                                                             |
| 2020 | 3月27日  | ゲームアプリ配信記念！バトリレマッチ2020                         | リレープロダクション所属の新人声優16人のキャスト 司会：井澤美香子 アシスタント：楠木ともり   |                                                                                             |
公式ブックレット 『Pass the Baton』
2019年12月28日～31日に東京ビッグサイトで開催された「コミックマーケットC97」の企業ブースにて販売。表紙は若木民喜による桜美聡の描き下ろしイラストで、制作当時の設定資料やしめさばの書き下ろし小説が掲載。また、「Start me up」と「かけだしのモノローグ」のショート版音源を収録したCDも付属された。
漫画
公式漫画はカヅホによって主にTwitterと公式サイトで発表され、2020年1月31日より連載されている。予告編が公開されたのは2020年1月1日。タイトルは『ボイスサバイバル～声優24時～』。尚、ゲーム内のストーリーとは一切関係がない。

## ゲーム開発スタッフ
- キャラクターデザイン - 若木民喜
- メインシナリオ - しめさば
- サブシナリオ(日常ストーリー) - 熱中日和(元木伸奉、小薮亜依、吉田桂一)
- サブシナリオ(オフショットストーリー) - 涼暮皐
- アートディレクション - CHProduction
- ステージ衣装デザイン - 森俊輔(一二三)
- BGM - 石塚玲依(イマジン)
- 音楽制作・レーベル - SACRA MUSIC
- 音楽プロデューサー - 外村敬一
- 音楽ディレクター - 甲克裕(スマイルデイズ)
- 声優マネジメント - Sony Music Artists、ホーリーピーク
- キャスティング協力・音声収録 - C And T
- プロジェクトサポート - POKELABO
- プロデューサー - 山中貴幸
- エグゼクティブプロデューサー - 牟田正
- 製作 - BATON=RELAY Project(i-tron、ソニー・ミュージックアーティスツ、SACRA MUSIC、ポケラボ)

## 沿革
主にメディアミックス展開や大きな発表、動き等について記載。なお、出典の記載がない場合、公式Twitterや公式HP、公式YouTube、またイベントでの情報によるものである。

### 2019年
- 5月10日 - プロジェクトのティザーサイトを公開[11]。
- 5月18日・19日 - SACRA MUSIC FES. 2019 -NEW GENERATION-にてプロジェクトが発表される[12][37]。
- 5月18日 - プロジェクトのTwitter公式アカウントが開設。また、同日に参加クリエイターとティザーPVが公開される。同月20日より候補生資料が順次公開される。
- 6月20日 - プロジェクト初となるライブ「BATON =RELAY presents maruxenon live」の開催が告知される。
- 7月12日 - ヒロイン達の候補生オーディションが順次公開
- 8月1日 - プロジェクト制作発表会をSME六番町ビルにて実施[38][14]。
- 公式Twitterアカウントにおいても、プロジェクトのキャスト・キービジュアル・アニメパートの制作スタジオ・歌唱衣装が公開される。また、8月31日のアニサマ2019外会場けやきステージ出演が決定。
- 8月2日 - 2ndティザーPVを公開。
- 8月8日 - 公式サイトがオープン。
- 8月14日 - 「BATON=RELAY presents maruxenon live」が開催。カバ一曲と「Start me up」が歌われる。
- 8月31日 - Animelo Summer Live けやきステージに出演。「Start me up」と「かけだしのモノローグ」が歌われる。
- 10月19日 -　第1回ワークショップが開催される。「@ MAGIA」のアニメーションの一部やキャラクターが公開される。
- 10月23日 - 天神茉莉役のキャストの交代と新キャストが発表。
- 11月2日 - 第2回ワークショップが開催される。「てんきあめとくもりぞら」のアニメーションの一部やキャラクターが公開される。
- 11月24日 - 第3回ワークショップが開催される。「アル？かなクローば一」のアニメーションの一部やキャラクター、「かけだしのモノローグ」のMVが公開される。
- 12月5日 - 椛坂冬華役のキャスト交代の決定が発表。その後12月18日、新キャストが発表された。
- 12月21日 - 第4回ワークショップが開催される。2020年3月8日に1stライブ「Start me up 2020」の開催が発表される。
- 12月28日〜31日 - コミックマーケットC97にて、初の公式ブックレット「Pass the Baton」が発売される。また、同時にキャストによるお渡し会が開催される。

### 2020年
- 1月1日 - カヅホによる公式コミックの予告編が公開され、その後1月25日から連載が始まる。
- 1月10日 - Anime Japan 2020への出展が発表される。
- 1月25日・26日 - 公式生放送「BATON=RELAY ダイアリー」が配信される。25日のMCは原口あきまさが務めた。
- 1月25日 - 「Start me up」MVが公開。
- 2月5日 - 公式生放送「バトンリレーかけだしの生放送〜汗と涙のレッスンノート〜」が始まる。
- 2月17日 - 作中アニメのMVが「@ MAGIA」から順に公開される。
- 2月27日 - Anime Japan 2020の開催中止に伴い、当プロジェクトのブース出展も中止となる[39]。
- 2月28日 - 同年3月8日に予定されていた1stライブ「Start me up 2020」が中止となる。
- 3月8日 - ゲームOPアニメーションが公開される。また、OP曲としても使われている「ミライ=バトン」が初公開される。また、EP盤CD「Start me up /かけだしのモノローグ」「ミライ=バトン」の2ヶ月連続リリースが発表される。
- 3月10日 - ボイスドラマ、「BATON=RELAY alternative」が順次公開。
- 3月17日 - ボイスドラマ#EX、「『声優（想い）』を未来へつなげよう。」が順次公開。
- 3月22日 - スマートフォン向けアプリゲーム『BATON = RELAY』の正式サービス開始。
- 3月26日 - アプリ配信を記念して、バトリレマッチ2020が放送される。
- 3月30日 - 公式Twitterにてバトンリレー応援イラスト企画が始まる。
- 4月22日 - 1stEP「Start me up /かけだしのモノローグ」、2ndEP「ミライ=バトン」の発売延期を発表[27][28]。
- 4月24日 - 発売延期となったCD（1stEP、2ndEP）について、当初予定されていた日程にて配信されることが発表される。
- 4月25日 - 初のTVCMを発表。15秒版と30秒版の2パターンで、同日から5月9日までの期間、TOKYO MXとBS11で放送される[40]。
- 4月29日 - 「Start me up」先行配信。
- 5月7日 - 延期されていたバトンリレーの楽曲CD、1stEP「Start me up /かけだしのモノローグ」、2ndEP「ミライ=バトン」の新発売日が6月17日に決定。
- 5月13日 - 1stEP「Start me up /かけだしのモノローグ」の収録曲配信がスタート。アルバムがiTunesアニメチャート6位にランクインする。
- 5月14日 - 新型コロナウイルス対策の特別措置法に基づく緊急事態宣言の影響を踏まえ、キャストの活動を見合わせてきたことにより、ゲーム内の更新を一時中断すると発表。
- 6月10日 - 2ndEP「ミライ＝バトン」の収録曲配信がスタート。
- 6月12日 - 上記ゲーム内更新の中断にともない、日向葉澄のバースデー施策について、公式HPでのショートストーリー掲載と、公式Twitterでのスペシャル記事投稿で対応する[注 2]。
- 6月17日 - 1stEP「Start me up /かけだしのモノローグ」、2ndEP「ミライ=バトン」のCDが同時発売。 6月18日付のオリコンデイリーアルバムランキングで、1stEPは8位に、2nd EPは10位にそれぞれランクイン。
- 6月30日 - アプリゲーム『BATON = RELAY』のサービス終了を告知。
- 7月30日 - 同日15時をもってアプリゲーム『BATON = RELAY』のサービスを終了。公式HPにてショートストーリー「リレープロダクション」を公開。
- 8月1日 - 若木民喜の公式ブログにて、ゲームのローディング中に表示された1コマ漫画のネームが公開される[41]。
- 12月30日 - BATON＝RELAY Project の許諾を得たBATON=RELAY アーカイブ会の発足が発表される。
- 12月31日 - バトリレアーカイブ会による、BATON=RELAY Scenario Book Fast = First seasonの2021年初期の頒布が予定されていることが同会Twitterにて発表される。